# 비군사화
비군사화 또는 비무장화는 국가 군대의 축소를 의미할 수 있다. 이 용어는 여러 면에서 군사화의 반대이다. 예를 들어, 북아일랜드의 비군사화는 영국의 안보와 군사 기구의 축소를 수반했다. 이런 의미에서 비군사화는 일반적으로 전쟁이나 주요 분쟁을 끝내는 평화 조약의 결과이다. 이 원칙은 승리한 군대의 규모를 자발적으로 대폭 축소하는 동원 해제(demobilisation)와는 구별된다.

## 정의
비무장화는 두 차례의 세계 대전 이후 여러 국가의 정책이었다. 제1차 세계 대전의 여파로 영국은 군사력을 크게 감소시켰는데, 이를 군축이라고도 한다. 독일에서 나치 정권이 부상하는 동안 영국의 군사력이 약화되는 상황은 유화 정책으로 이어진 원인 중 하나였다.
군대 또는 준군사 병력을 민간 병력으로 전환하는 것을 비무장화라고도 한다. 예를 들어, 이탈리아의 주경찰(Polizia di Stato)은 1981년에 비무장화되었고, 오스트리아의 헌병대는 국가 경찰과 합병하여 새로운 민간 조직을 구성했다. 비무장화는 제2차 세계대전 이후 일본과 독일을 점령하는 동안 연합군이 채택한 정책을 의미할 수도 있다. 일본군과 독일군은 최근의 전쟁 역사와 분리하기 위해 배지를 다시 매겼지만, 제2차 세계 대전이 끝나고 냉전이 시작되면서 동맹국이 소련의 새로운 위협에 맞서도록 돕기 위해 계속 활동하고 강화되었다.
비무장화는 또한 하나 이상의 무기 또는 무기 시스템 유형의 축소(암스 컨트롤 문서 참고) 또는 군함에서 전투 장비 제거(히에이 (전함) 문서 참고)를 의미할 수도 있다.
비무장 지대는 이전에 무력충돌에 참여한 국가 간의 완충지대와 같이 군인, 장비 또는 활동이 금지된 특정 지역이다. 여기에는 국가, 군사력 또는 경쟁 집단이 군사 시설, 활동 또는 인력을 금지하는 분쟁 중에 지정된 지역도 포함될 수 있다. 비무장지대에는 또한 교전국의 전쟁 노력을 지원하는 모든 활동이 없다. 일반적으로 이 지역은 공격으로부터 보호되며 많은 국가에서는 심각한 위반이나 형사 소송을 제기할 수 있는 심각한 전쟁 범죄를 구성할 수 있기 때문에 군대의 표적 지정을 금지한다. 그러나 한반도 비무장 지대(DMZ)의 경우 남북을 가르는 비무장지대 너머 지역은 군사화되어 있다.
예시:
- 베르사유 조약
- 워싱턴 해군 군축 조약
- 화학 무기 금지 조약
- 코스타리카 군대 폐지

## 같이 보기
- 반군국주의
- 반전 운동
- 일본국 헌법 제9조
- 비무장 지대
- 탈나치화
- 리비아의 비핵화
- 자위대
- 한반도 비무장 지대
- 군대가 없는 나라 목록
- 연합군 점령하 일본
- 베트남 군사 분계선
- 워싱턴 회담